# أكاديمية فاطمة بنت مبارك للرياضة النسائية
أكاديمية فاطمة بنت مبارك للرياضة النسائية، (بـالإنجليزية: FATIMA BINT MUBARAK LADIES SPORTS ACADEMY) هي كيان حكومي غير ربحي مقرها في أبو ظبي، عاصمة دولة الإمارات العربية المتحدة. تأسست الأكاديمية في أكتوبر 2010م، وتترأس مجلس إدارتها الشيخة فاطمة بنت هزَّاع بن زايد آل نهيان، وتكرس الأكاديمية جهودها لنشر وتيسير ممارسة الرياضة النسائية في الإمارات العربية المتحدة.
تسعى الأكاديمية جاهدةً، برعاية كريمة من سمو الشيخة فاطمة بنت مبارك، أم الإمارات ورئيسة الاتحاد النسائي العام والرئيس الأعلى لـمؤسسة التنمية الأسرية ورئيسة المجلس الأعلى للأمومة والطفولة، إلى جعل الرياضة عنصراً أساسياً في الحياة اليومية للمرأة الإماراتية على اختلاف الأعمار والخلفيات والحالة البدنية بما يضمن تبنّي المرأة الإماراتية أسلوب حياة صحي ونشط ويعزز غرس قيم الروح الرياضية في الوعي العام لدولة الإمارات.
تضطلع الأكاديمية بهذه المهمة الكبيرة من خلال استضافة العديد من الفعاليات الرياضية المحلية والإقليمية والدولية، وتسهيل الأنشطة المجتمعية، وإدارة المواهب المحلية وتطويرها، بجانب جهودها التعليمية والبحثية. وتحقيقاً للتفويض الخاص بها، تعقد الأكاديمية شراكات مع مجلس أبو ظبي الرياضي وغيره من الكيانات الحكومية والاتحادات الرياضية الأخرى المعنية.

## الرؤية
خلق نمط حياة صحي ومستقبل رياضي مشرق لأجيال طموحة من المجتمع في أبو ظبي والوصول بالرياضة النسائية إلى القمة.

## الرسالة
تعمل أكاديمية فاطمة بنت مبارك لإيجاد مكانة مميزة للرياضة النسائية في أبو ظبي، من خلال العمل على التركيز على دور الرياضة في المجتمع والتركيز على جوانب التعليم والتدريب الرياضي ورعاية المواهب وإقامة مختلف الأحداث والبطولات الرياضية والمنافسة من خلال فرقنا المؤهلة.

## أعضاء مجلس إدارة الأكاديمية
| الاسم                  | المنصب                 |
| ---------------------- | ---------------------- |
| الشيخة فاطمة بنت مبارك | مؤسسة الأكاديمية       |
| الشيخة فاطمة بنت مبارك | الرئيس الفخري          |
| الشيخة فاطمة بنت هزاع  | رئيس مجلس الإدارة      |
| د. أمنيات محمد الهاجري | نائب رئيس مجلس الإدارة |
| نورة خليفة السويدي     | عضو مجلس الإدارة       |
| طلال مصطفى الهاشمي     | عضو مجلس الإدارة       |
| شمسه سيف الهنائي       | عضو مجلس الإدارة       |
| فاطمة العامري          | ممثل الأكاديمية        |

## ركائز عمل الأكاديمية

### البطولات والمسابقات الرياضية
تهدف الأكاديمية إلى وضع أبو ظبي على الخريطة العالمية للرياضة النسائية من خلال استضافة عدد من المسابقات والمنافسات والبطولات الرياضية الوطنية والدولية، من أهمها " كأس أكاديمية فاطمة بنت مبارك الدولية لقفز الحواجز".

### المشاركة المجتمعية
إتاحة الأنشطة اليومية والأسبوعية والشهرية لجميع أفراد المجتمع، بما في ذلك تدريبات مفتوحة ومجانية في ألعاب رياضية متنوعة مثل: الفروسية، كرة السلة، كرة الطائرة والجوجيتسو.

### التعليم والأبحاث
استضافة سلسلة من الندوات الشهرية والمنتديات السنوية وتسيير عدد من المشاريع البحثية ودراسات الحالة التي تدرس المشهد الحالي للرياضة النسائية في الإمارات العربية المتحدة عموماً وأبو ظبي على وجه الخصوص.

### المؤتمرات الرياضية
بناء قاعدة عالمية من خلال تنظيم " المؤتمر الدولي لرياضة المرأة " والذي يُعقد كل سنتين لتعزيز المناقشات حول وضع الرياضة النسائية في دولة الإمارات العربية المتحدة وجميع أنحاء العالم، بالإضافة الى مشاركة الأكاديمية الفاعلة في مختلف المؤتمرات والتجمعات الرياضية.

### الفرق الرياضية
رعاية المواهب المحلية وإنشاء الفرق الرياضية للمنافسة محلياً و عالمياً وبناء القدرة على خلق منصة للرياضيين المحترفين والنماذج الرائدة.

### جوائز رياضة المرأة
تقام "جائزة فاطمة بنت مبارك لرياضة المرأة" كل عام لتستقطب القادة والرياضيات من جميع أنحاء العالم العربي لتكريم العروض والإنجازات المتميزة للرياضيات والاتحادات والهيئات الإدارية ووسائل الإعلام وغيرها في مجال الرياضة النسائية.

## الخارطة الاستراتيجية للأكاديمية 2020-2024:
وضعت أكاديمية فاطمة بنت مبارك للرياضة النسائية برعاية الشيخة فاطمة بنت مبارك، خطّة استراتيجية لطريق 2024، من أجل بلوغ غاياتها، وذلك من خلال التعاون مع العديد من الكيانات الحكومية والاتحادات الرياضية، وتتمثل في مايلي:
• تأهيل القدرات والممكنات: وذلك من خلال تنمية القدرات والممكنات عبر التركيز على عناصر التميّز الإداري والعمل على تعزيز نقاط قوتها وكذا معالجة فرص التحسين.
• البحث العلمي: وذلك عن طريق تسخير الأبحاث العلمية في سبيل تنمية الرياضة النسائية عبر تكثيف الأبحاث والدراسات العلمية وتنزيل العديد من البرامج التعليمية وعقد المؤتمرات والندوات، حول مختلف العناوين الرياضية.
• دعم النوادي الرياضية: وذلك عبر إنشاء الفرق والنوادي الرياضية ذات المستوى المرتفع من القدرة والتنافس، وكذا إشراكهم في مختلف البطولات والمنافسات الرياضية المحلية والدولية، وتحليل آدائهم الفني والعملي للدفع بهم نحو الأمام.
• خلق مجتمع رياضي: من خلال التركيز على خلق مجتمعٍ رياضيٍ وصحيٍ مساند ومشجّع للرياضة النسائية عبر تعزيز المشاركة المجتمعية في مختلف المناسبات الرياضية.
• إعداد البطولات والأحداث: وذلك عن طريق التخطيط والتنفيذ سعياً خلف إحداث العديد من الأحداث والبطولات الرياضية والنسائية وتحقيق الحضور الرياضي على المستوى المحلي والدولي.
• الإعلام والتسويق: وذلك من خلال العمل على تسليط الضوء على الأكاديمية إعلامياً، بغرض تحقيق الغايات المنشودة داخل المجتمع، وكذا خلق المزيد من فرص الرعاية والشراكات، والتنقيب عن المزيد من الاستثمارات.